# Stadtbergen
Stadtbergen est une ville allemande de Bavière, située dans l'arrondissement d'Augsbourg et le district de Souabe.

## Géographie

Situation de Stadtbergen (en rouge) dans l'arrondissement d'Augsbourg.

Stadtbergen, située à 4 km à l'ouest d'Augsbourg, fait partie de l'agglomération de cette dernière. La ville est composée de quatre quartiers : Stadtbergen, Leitershofen, Deuringen et Virchow-Vertel.

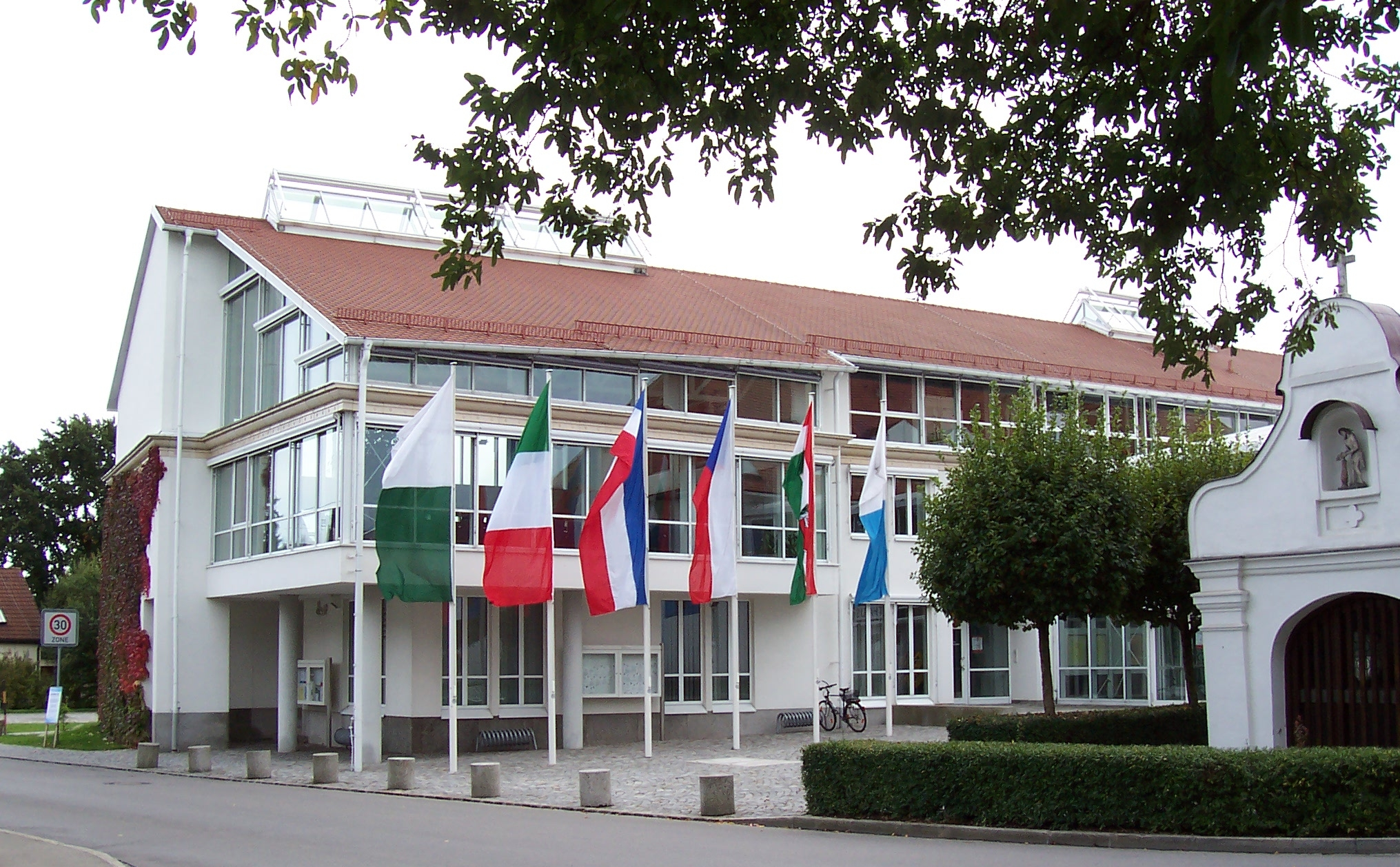
L'Hôtel de Ville de Stadtbergen.

Communes limitrophes (en commençant par le nord et dans le sens des aiguilles d'une montre) : Neusäß, Augsbourg et Diedorf.

## Histoire
Les différents quartiers de Stadtbergen sont tous mentionnés pour la première fois au XIe et XIIe siècles mais des fouilles entreprises sur le territoire de la ville ont montré une occupation beaucoup plus ancienne. On a en effet retrouvé des vestiges datant de l'époque celte (Civilisation de Hallstatt). Les traces d'une luxueuse villa romaine abandonnée à l'époque des invasions alamanes ont également été retrouvées.
Le village de Stadtbergen est entré en possession de l'évêché d'Augsbourg en 1497 et il lui a appartenu jusqu'à la sécularisation et au Recès d'Empire de 1803. Leitershofen a été la propriété des Fugger de 1595 jusqu'à la dissolution du Saint-Empire romain germanique en 1806 et à son intégration dans le royaume de Bavière. Deuringen (Tuiringen autrefois) a appartenu à l'hôpital d'Augsbourg avant d'être acheté en 1711 par les barons von Schnurbein.
De cette époque datent le château de Stadtbergen construit en 1586 par Hans Holl, père du célèbre architecte Elias Holl et le château de Leitershofen construit en 1257 pour le haut-château et en 1355 pour le château bas. Ces deux édifices reconstruits au XVIIIe siècle servirent de refuges à plusieurs émigrés français pendant la Révolution française et notamment à l'abbé Léonor François de Tournely, fondateur des Pères du Sacré Cœur de Jésus.
En 1978, les communes de Stadtbergen, Leitershofen et Deuringen fusionnèrent pour donner naissance à la ville actuelle. Le statut de marché (markt) lui fut accordé en 1985 et celui de ville (stadt) en 2007.

## Démographie
| 1840 | 1871  | 1900  | 1910  | 1925  | 1933  | 1939  | 1950  | 1961  |
| ---- | ----- | ----- | ----- | ----- | ----- | ----- | ----- | ----- |
| 945  | 1 175 | 1 359 | 1 512 | 1 899 | 2 327 | 4 140 | 6 136 | 9 553 |

| 1970  | 1987   | 2000   | 2005   | 2009   | - | - | - | - |
| ----- | ------ | ------ | ------ | ------ | - | - | - | - |
| 9 934 | 11 713 | 14 402 | 14 684 | 14 740 | - | - | - | - |

## Relations internationales
Stadtbergen entretient des relations avec plusieurs autres villes :

### Jumelages
- Olbernhau (Allemagne) depuis 1989 dans l'arrondissement des Monts-Métallifères en Saxe
- Brie-Comte-Robert (France) depuis 1987 dans le département de Seine-et-Marne en Île-de-France
- Bagnolo Mella (Italie) depuis 2004 dans la province de Brescia en Lombardie

### Liens d'amitié
- Préfecture de Fukushima (Japon) depuis 1974, au nord de Tokyo

### Parrainage
- Baguida (Togo) depuis 1986 dans la banlieue de Lomé